# Styposis selis
Styposis selis är en spindelart som beskrevs av Claude Lévi 1964. Styposis selis ingår i släktet Styposis och familjen klotspindlar. Inga underarter finns listade i Catalogue of Life.